# São Luís do Norte (arrondissement)
Saint-Louis-du-Nord (em crioulo, Sen Lwi dinò), é um arrondissement do Haiti, situado no departamento do Noroeste. De acordo com o censo de 2003, Saint-Louis-du-Nord tem uma população total de 86.152 habitantes.

## Comunas
O arrondissement de Saint-Louis-du-Nord é composto por duas comunas.
- Anse-à-Foleur
- Saint-Louis du Nord